# Каттак
Каттак (англ. Cuttack, орія କଟକ) — місто на сході Індії, у штаті Одіша. Адміністративний центр округу Каттак. Каттак розміщений за 28 км на північний схід від Бхубанешвару, столиці Одіши. Тут розташований Високий суд Одіши. Назва міста — англомовна форма слова «Катак», що в перекладі означає «форт» і натякаючи на древній форт Барабаті, навколо якого виросло місто. Площа міста — 138 км².
Заснований у 989 році н. е., Каттак був столицею Одіши протягом майже тисячі років до її перенесення в Бхубанешвар у 1948 році. Каттак і Бхубанешвар часто називають містами-близнюками.

## Історія
Каттак засновано як військове поселення правителем Нрупа Кешарі із династії Кешарі в 989 році н. е. В 1002 році у правлінні Марката Кешарі в цілях захисту нового міста від повені, було побудовано кам'яний вал. Каттак стало столицею Одіши в 1211 році під час правління Раджа Анангабхімадєва з династії Рання Ганга. Під час правління династії Солар із Гаджапатського царства (1435—1541) Каттак залишалося столицею Одіши. Після смерті Раджа Макунда діва, останнього індуістського правителя, Каттак перейшло під управління мусульманських правителей.
До 1750 року Каттак перейшло під контроль правителів держави Маратха і стало швидко розвиватись як важливий діловий центр, будучи зручним місцем для ділових контактів між маратхами Нагпура і англійськими торговцями із Бенгалії. В 1803 році мусто було окуповане британцями. З 1816 року — столиця провінції Одіша. Місто залишалося столицею Одіши до 1948 року, коли столиця була перенесена в Бхубанешвар.

## Географія
Середня висота над рівнем моря — 38 м. Каттак розташований в голові дельти річки Маханаді і з усіх сторін оточений річкою та її протоками.
Через близьке розташування до Бенгальської затоки, місто підвладне впливу циклонів. Нерідко літні циклони завдають суттєвих збитків місту. В 1971 році один з таких циклонів привів до загибелі більше 10 000 чоловік.

### Клімат
Місто знаходиться у зоні, котра характеризується кліматом тропічних саван. Найтепліший місяць — травень із середньою температурою 31.7 °C (89 °F). Найхолодніший місяць — грудень, із середньою температурою 20.6 °С (69 °F).
| Клімат Каттака          | Клімат Каттака | Клімат Каттака | Клімат Каттака | Клімат Каттака | Клімат Каттака | Клімат Каттака | Клімат Каттака | Клімат Каттака | Клімат Каттака | Клімат Каттака | Клімат Каттака | Клімат Каттака | Клімат Каттака |
| Показник                | Січ.           | Лют.           | Бер.           | Квіт.          | Трав.          | Черв.          | Лип.           | Серп.          | Вер.           | Жовт.          | Лист.          | Груд.          | Рік            |
| Середній максимум, °C   | 27,1           | 29,2           | 32,1           | 33,8           | 34,8           | 33,6           | 31,1           | 31             | 31,5           | 31,3           | 29,2           | 27,2           | 31             |
| Середня температура, °C | 22             | 25             | 29             | 31             | 32             | 31             | 28             | 28             | 28             | 27             | 24             | 21             | 27             |
| Середній мінімум, °C    | 15,7           | 18,3           | 21,9           | 24,6           | 26,2           | 26,1           | 25             | 24,9           | 24,7           | 23,1           | 18,7           | 15,3           | 22,1           |
| Норма опадів, мм        | 10             | 23             | 27             | 32             | 84             | 241            | 334            | 334            | 247            | 149            | 37             | 6              | 1522           |
| ----------------------- | -------------- | -------------- | -------------- | -------------- | -------------- | -------------- | -------------- | -------------- | -------------- | -------------- | -------------- | -------------- | -------------- |
| Джерело: Weatherbase    |                |                |                |                |                |                |                |                |                |                |                |                |                |

## Населення
| Релігії в Каттаку | Релігії в Каттаку | Релігії в Каттаку | Релігії в Каттаку | Релігії в Каттаку |
| ----------------- | ----------------- | ----------------- | ----------------- | ----------------- |
| Релігія           |                   |                   | Відсоток          |                   |
| Індуїзм           | Індуїзм           |                   | 94%               | 94%               |
| Іслам             | Іслам             |                   | 5%                | 5%                |
| Інші              | Інші              |                   | 1%                | 1%                |

Згідно з переписом 2011 року, населення міста складає 606 007 чоловік. Чоловіки складають 52 % населення, жінки, відповідно, 48 %. Середній рівень освіченості — 77 % (86 % — для чоловік і 67 % — для жінок). 29 % населення складають особи у віці молодше 14 років. Приблизно 94 % населення Каттак сповідають Індуїзм; приблизно 5 % — іслам, є також невелика кількість християн і сикхів.
Населення міської агломерації за даними цього ж перепису складає 658 986 чоловік.

## Економіка та транспорт
Промисловість в Каттак представлена такими галузями як металургія, машинобудівництво, енергетика, текстильна галузь й ін.
Найближчий аеропорт, що приймає регулярні рейси, розташований в Бхубанешварі, приблизно за 28 км від Каттака. Місто є важливою залізничною станцією на гілці, що веде із Хаори в Ченнаї. Через Каттак також проходить національне шосе № 5.

## Відомі люди
- Субхаш Чандра Бос — один із лідерів Індійського руху за незалежність.